# Famille de Genas
Pour les articles homonymes, voir Genas (homonymie).
La famille de Genas est une famille éteinte de la noblesse française, originaire de Genas, près de Lyon.  Elle se fixa à Valence au début du XIVe siècle et donna des branches dans le Languedoc et en Provence. À la fin du  XIVe siècle, elle est une riche famille de marchands et bourgeois de Valence. Elle est maintenue noble en 1668.
La famille de Genas s'est éteinte en ligne masculine en janvier 1779 et en ligne féminine en 1825. Son nom a été relevé par la famille Reinaud devenue Reinaud de Genas qui s'est elle-même éteinte en 1794 en ligne masculine et en 1867 en ligne féminine.

## Histoire
Les Genas occupent une place importante dans les annales de la Provence, du Comtat Venaissin, du Dauphiné et surtout dans les chroniques de la ville de Valence.
Fixée au début du XIVe siècle à Valence, elle donna des branches dans le Languedoc et en Provence. Elle a occupé des postes importants à la Chambre des comptes du Dauphiné, au parlement de Provence et aux États généraux du Languedoc. Deux branches passèrent en Languedoc.
On trouve trace de la famille de Genas avant avant 1400 où ils sont cités dans des actes de baptême en 1388. Le premier à apparaitre est Jean de Genas, qui serait né en 1280 qui vend la seigneurerie de Genas en 1302 qui meurt en 1334 à la bataille de Verneuil.  
À la fin du  XIVe siècle, la famille de Genas est une riche famille de bourgeois et marchands de Valence,,.
Le 28 janvier 1415, Jean de Genas, bourgeois de Valence, Jacques de Genas et Étienne Ignace de Genas, marchands de Valence, reçoivent investiture pour un martinet de la part de Claude de Roussillon, seigneur de Tullins.
En 1415, Jean et Pierre de Genas, frères, marchands de Valence, avaient consenti un prêt de mil huit cent quatre-vingts écus à Philippe de Lévis, chevalier, seigneur de Roche et de La Voûte. 

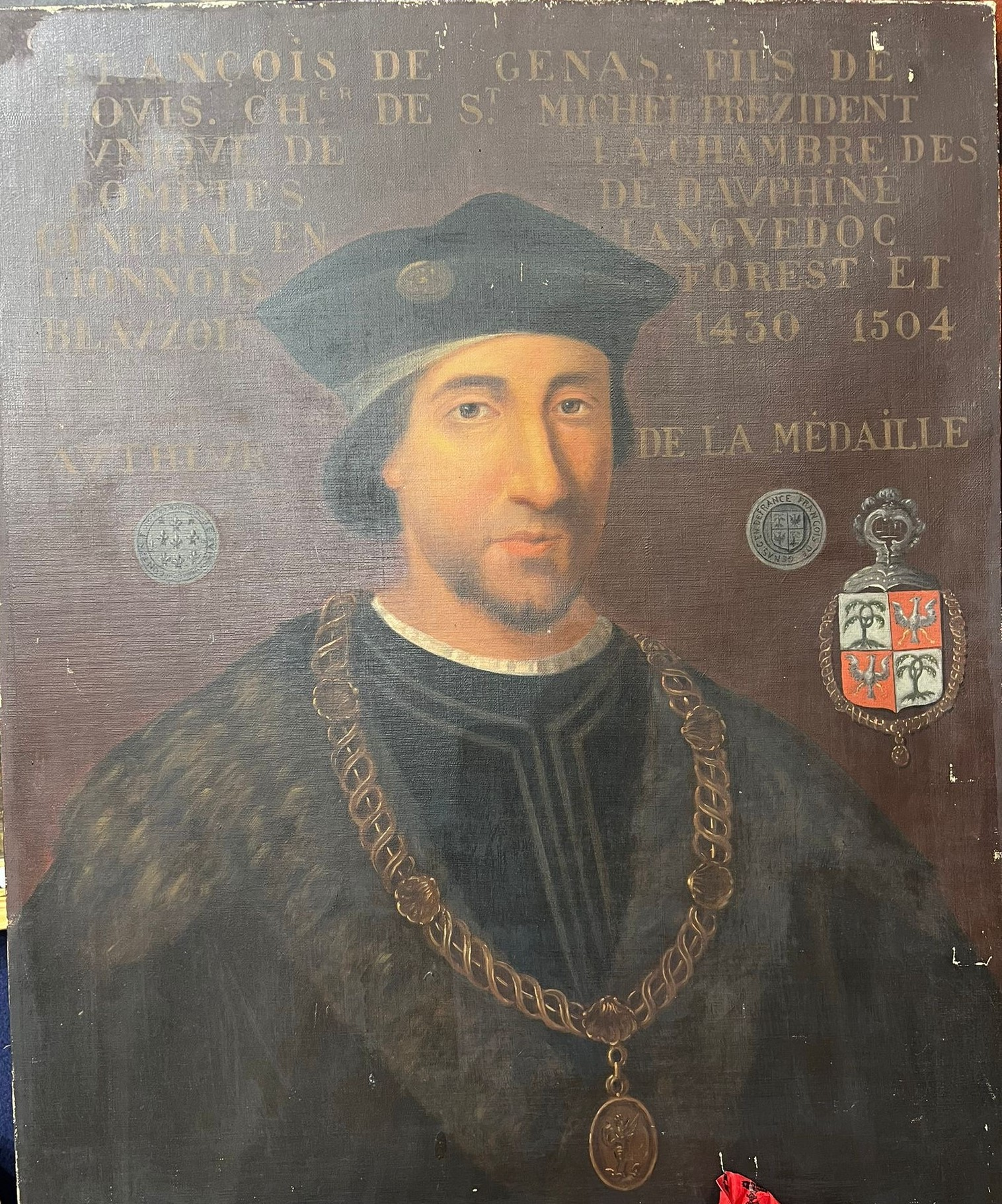
François de Genas (1430 - 1504), Président du Parlement du Dauphiné et Général des finances du Languedoc

Elle s'est illustrée avec François de Genas, mort en 1504, marchand de Valence,. Fils unique de Louis, bourgeois de Valence, et de Catherine Spifame, il était le petit-fils de Jean de Genas, riche marchand, qui fit transporter dans une chapelle fondée à cet effet, sous le clocher de la cathédrale, les restes de ses ancêtres auparavant inhumés au Bourg-lès-Valence. François de Genas hérite au milieu du XVe siècle de tous les biens de sa famille, jouit de la plus grosse fortune de Valence et fait des prêts à la ville et d'importantes avances au roi. Bénéficiaire des faveurs du roi Louis XI, il devient président à Chambre des comptes du Dauphiné en 1476, général des finances du Languedoc en 1478, président du Parlement du Dauphiné et chevalier de l'ordre de Saint-Michel. Il épouse Béatrix de Galiens.
François III de Genas, docteur de l'université de Padoue (1535) est conseiller et doyen du Parlement d'Aix. Un de ses fils, Jean III de Genas, est gentilhomme de la Chambre de Louis XI et trésorier général du Languedoc en 1499. Son fils, Jean IV de Genas, est gentilhomme de Louis XII. Vers 1509, François II Genas s'établit en Provence, au château d'Eguilles. Un de ses fils, auteur de la branche de Beaulieu, reste dans le Dauphiné ; l'aîné, conseiller au parlement de Provence, embrasse la Réforme et se fixe à Nîmes. Ce dernier a deux fils, Melchior et Louis, qui donnent naissance, l'un à la branche de Beauvoisin, et l'autre à celle de Puyredon.
Les branches de Beaulieu et de Puyredon se sont éteintes au milieu du XVIIIe siècle.
La branche de Beauvoisin, dernière branche subsistante, s'est éteinte en ligne masculine le 20 janvier 1779 avec Pierre de Genas, baron de Vauvert, capitaine, marié en 1751 à Louise Allier, et en ligne féminine avec ses deux filles : Louise Marie-Antoinette de Genas, morte à Nîmes le 16 février 1779, épouse de Jean-Jacques-Maurice Reinaud de Génas, conseiller du roi et juge-mage au présidial de Nîmes, et en 1825 avec Marguerite de Genas, morte le 1er décembre 1825 à Grabels (Hérault), veuve de Jean René de Solas, qu'elle avait épousé le 7 juillet 1779 et dont leur fils unique mourut sans postérité.
Louise-Marie-Antoinette de Genas, fille ainée de Pierre de Genas, baron de Vauvert, ayant été mariée le 5 février 1760 à Jean-Jacques-Maurice Reinaud, elle lui apporta en dot la baronnie de Vauvert, à condition de prendre le nom et les armes de Genas. Celui-ci fut mis, par contrat, en possession du nom et des armes de Génas, et devint, par la mort de son beau-père, baron de Vauvert. Il prit le nom de Reinaud-Génas et avait coutume de signer Reinaud de Génas. 
La famille Reinaud de Genas s'est éteinte en ligne masculine en 1794 avec Auguste Reinaud de Genas, mort avec son père sur l'échafaud et en ligne féminine avec sa sœur Henriette Reinaud de Genas, morte le 18 juin 1867 à Nîmes, âgée de 92 ans, veuve de Marie Joseph Gabriel Luc de Vanel de Lisleroy.

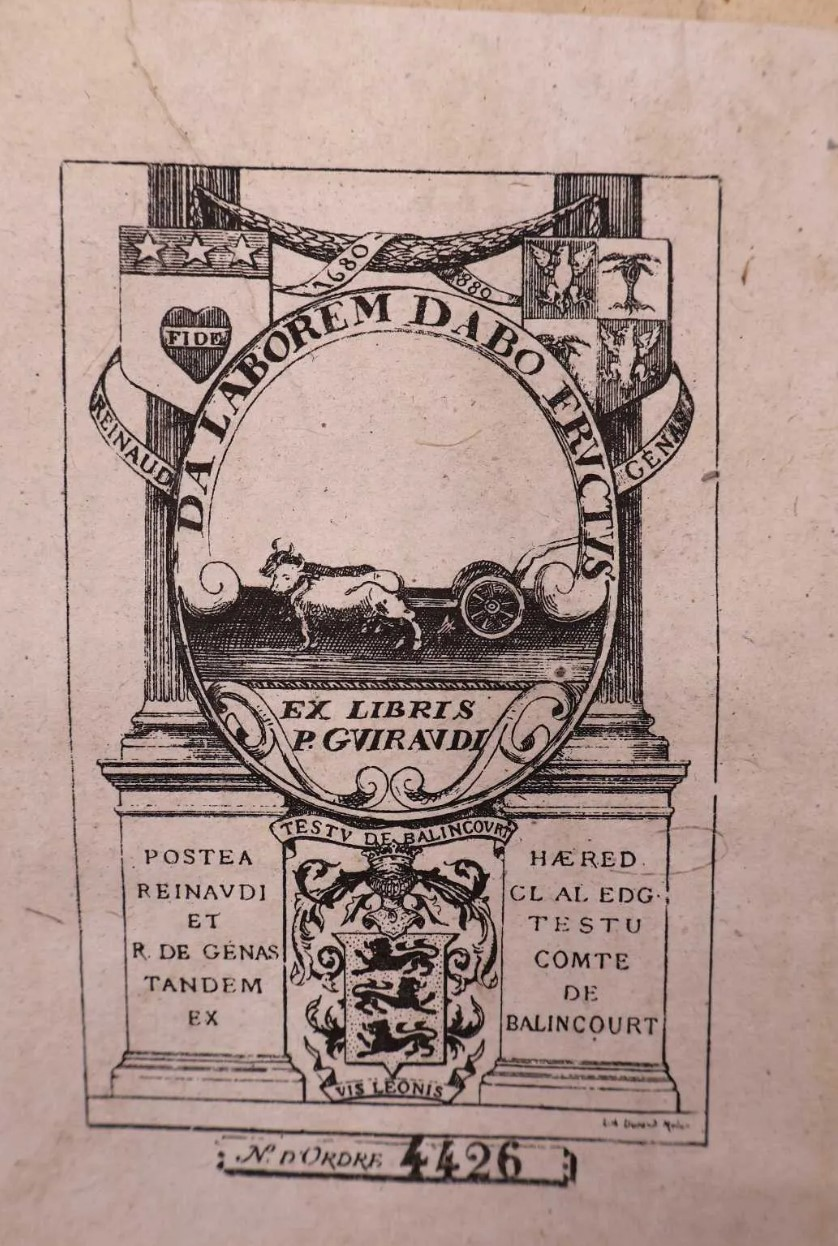
Ex libris des familles de Genas / Reinaud de Genas et Testu de Balincourt

L’histoire et la généalogie de la famille de Genas ont été données notamment par César de Nostredame dans L'Histoire de la noblesse du comtat Venaissin (1613), Jean-Antoine Pithon-Curt dans Histoire de la noblesse du Comté-Venaissin, d'Avignon et de la principauté d'Orange (1750), Louis de la Roque dans Armorial de la Noblesse de Languedoc. Généralité de Montpellier (1860), Edgar Testu de Balincourt dans Histoire de la maison de Genas originaire du Dauphiné et de quelques autres familles du Languedoc qui lui étaient alliées : 1260-1867 (1879) et Louis Pascal le Bulletin héraldique de France (1888),.

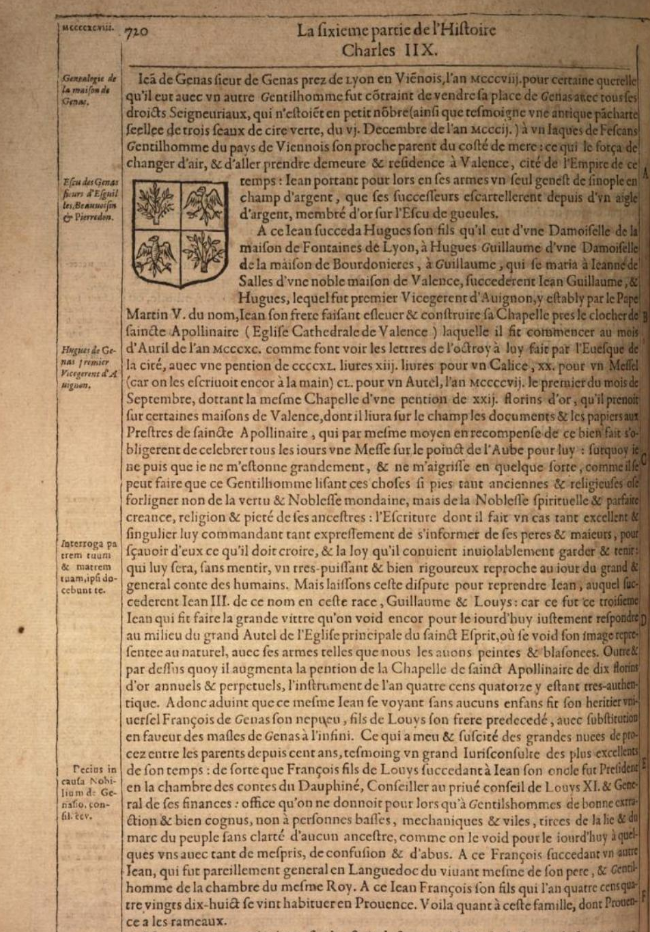
Nostradamus - Histoire et Chronique de Provence - 1614 -Extrait sur la famille de Genas

## Noblesse
La famille de Genas a été maintenue noble les 10 et 18 décembre 1668.

## Titres
Des membres de cette famille ont porté les titres de seigneur de Beauvoisin, baron de Vauvert, baron de Durfort, seigneur d'Eguilles en Provence, seigneur de Cheyssan et de Beaulieu dans le Dauphiné.

## Personnalités
- François de Genas, bourgeois et marchand de Valence, président de la Chambre des comptes du Dauphiné, général des finances du Languedoc et président du Parlement du Dauphiné.
- René de Genas, lieutenant du roi à Montélimar et à Valence, collectionneur d'antiques.
- Jean-Jacques-Maurice Reinaud de Genas (époux de Louise Marie-Antoinette de Genas), lieutenant maire de Nîmes, guillotiné en 1794 sous la Révolution pour conspiration fédéraliste.

## Alliances
Les principales alliances de la famille sont,: Spifame, de Galiens, de Chabannes (1454), de Seytres, Mayaud, de Rodulph, de Saulse, de Pavée de Villevieille (1595), Rey (1642), de Possac, de Vilages (1540), Favier de Codolet (1631), de la Nogarède (1655), Boisson (1682), d'Hauteville (1714), Alteyrac (1740), Allier (1751), Reinaud (1760), de Solas (1779) etc.